# Sankt-Sarkis-Kathedrale (Jerewan)

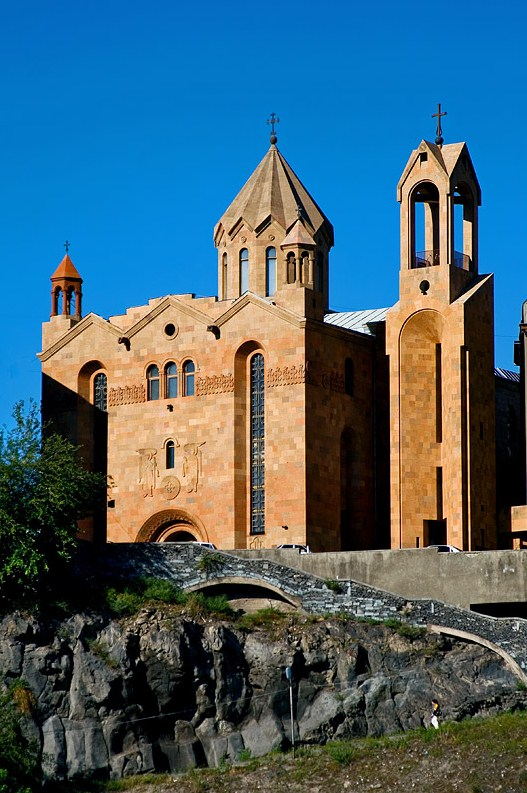
Sankt-Sarkis-Kathedrale, 2008

Die Sankt-Sarkis-Kathedrale (armenisch Սուրբ Սարգիս մայր եկեղեցի Surb Sarkis mair jekeghezi) ist eine armenisch-apostolische Kathedrale in der armenischen Hauptstadt Jerewan, die im Jahre 1842 fertiggestellt wurde. Sie ist innerhalb des Katholikats von Etschmiadsin der Armenisch-Apostolischen Kirche Sitz der Diözese Ararat, welche die armenischen Provinzen Jerewan (deckungsgleich mit der Stadt) und Ararat umfasst. Die Kathedrale liegt am linken Ufer des Hrasdan-Flusses im Jerewaner Stadtbezirk Mitte (Kentron).

## Geschichte
Gegenüber dem oberen Dorf von Dzoragyugh und der alten Festung Jerewan gab es am linken Ufer des Hrasdan-Flusses bereits seit früher christlicher Zeit ein Einsiedlerkloster, das unter anderem Kirchen der Heiligen Sarkis, Gevork und Hakob, eine Schule und einen Obstgarten umfasste und von einer Festungsmauer umgeben war. Die Sankt-Sarkis-Kirche war Sitz des Patriarchen, während Gäste im Kloster untergebracht wurden. Kirche und Kloster wurden 1679 bei einem schweren Erdbeben zerstört, doch unter dem Katholikos Edesatsi Nahabet (1691–1705) wieder aufgebaut. Das heutige Gebäude wurde allerdings in den Jahren von 1835 bis 1842 erbaut.

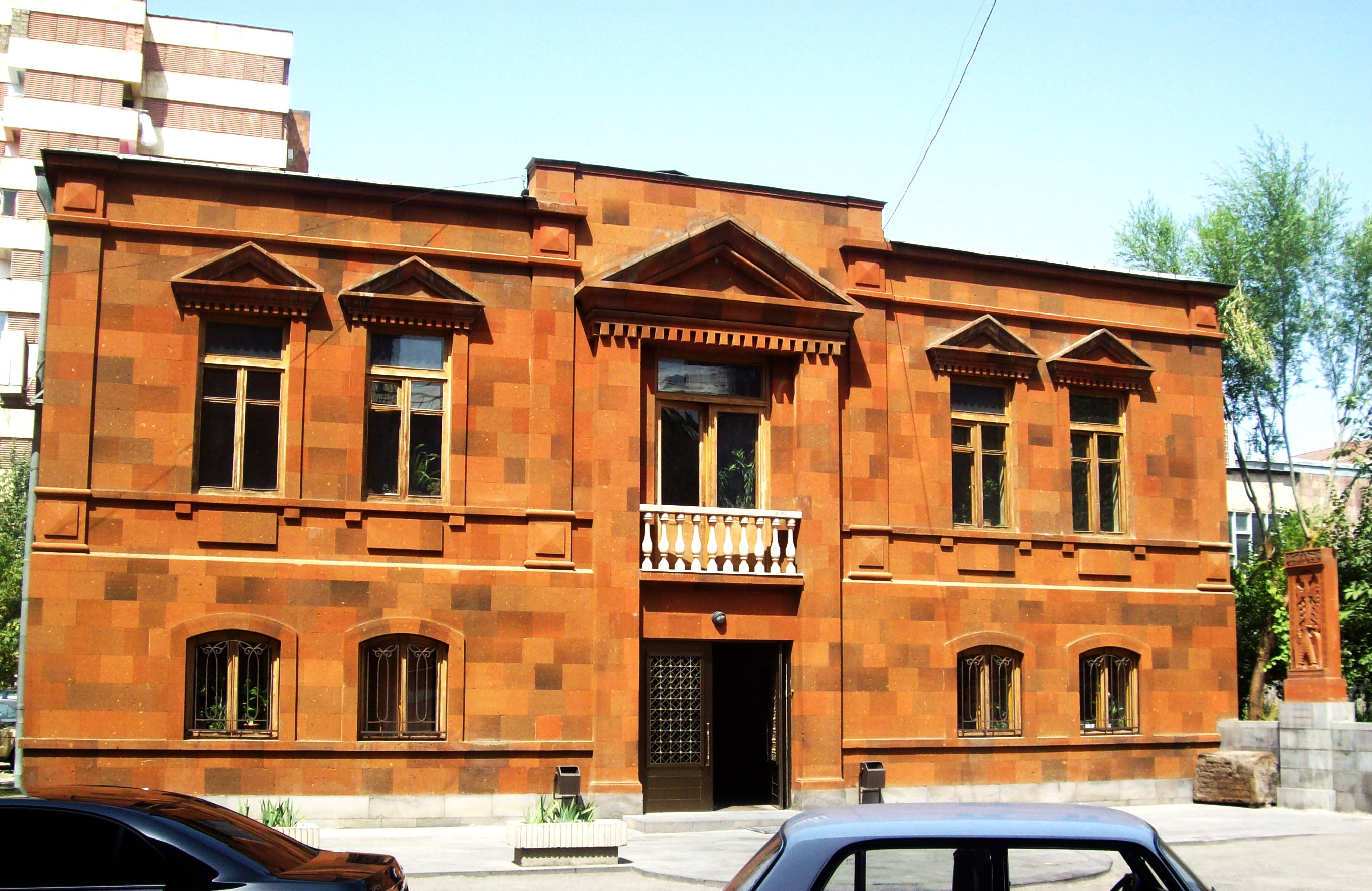
Prälatur der Diözese Ararat, gebaut nach Plänen des Architekten Artsruni Galikyan

Als Wasgen I. Katholikos von Etschmiadsin war, wurde die Kirche auf Grundlage eines Plans des Architekten Raphael Sarkisowitsch Israelian von 1972 grunderneuert. Dabei wurde die Fassade mit Felsen aus orangefarbenem Ani-Tuff verkleidet und mit dreieckigen Nischen versehen. Nach Israelians Tod am 8. September 1973 wurden die Arbeiten unter dessen Partner, dem Architekten Ardzroun Galikian, fortgeführt. Im Rahmen dieser Arbeiten wurde bis 1976 auch das Innere der Kirche umgestaltet. Im Ostteil der Kirche wurde für den Kirchenchor eine Empore eingebaut. Der alte Tambour samt Kuppel wurde durch einen wesentlich höheren polyedrischen, fächerartigen Helm ersetzt. Der Glockenturm der Kirche wurde 2000 vollendet.
Der Ausbau der Sankt-Sarkis-Kathedrale wurde von dem Londoner Sarkis Kurkjian und seinen Söhnen finanziert. Auf dem Dach der Kirche wurde 2009 eine Photovoltaikanlage mit 2 kW Leistung installiert.